# Aarhus (obec)

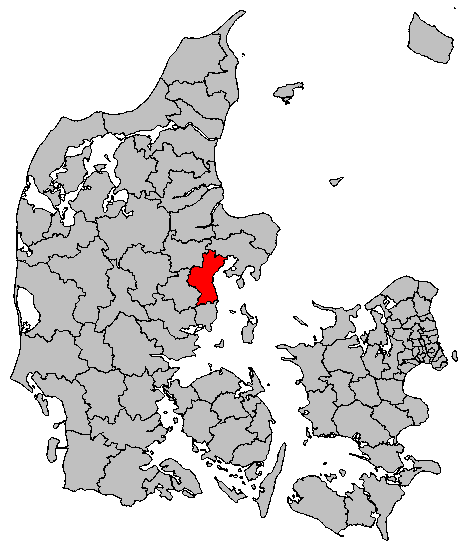
Poloha Kommune v Dánsku

Aarhus Kommune je dánská komuna v regionu Midtjylland. Vznikla roku 2007 po dánských strukturálních reformách. Zaujímá oblast 469,56 km², ve které v roce 2017 žilo 335 684 obyvatel.
Centrem komuny je město Aarhus.

## Sídla
V Aarhus Kommune se nachází 20 obcí.
| Sídla         | Obyvatel (2017) |
| ------------- | --------------- |
| Aarhus        | 269 022         |
| Beder-Malling | 8 387           |
| Borum         | 309             |
| Elev          | 1 307           |
| Harlev        | 3 759           |
| Hjortshøj     | 3 562           |
| Hårup         | 811             |
| Lisbjerg      | 846             |
| Lystrup       | 10 437          |
| Løgten        | 7 894           |
| Mejlby        | 441             |
| Mundelstrup   | 405             |
| Mårslet       | 4 905           |
| Ormslev       | 344             |
| Sabro         | 2 964           |
| Solbjerg      | 3 765           |
| Spørring      | 994             |
| Studstrup     | 857             |
| Todbjerg      | 201             |
| Trige         | 2 878           |